# Grégory Martinetti
Grégory Martinetti, né le 5 novembre 1972, est un sportif et avocat suisse, en activité. Ce lutteur est spécialisé en lutte libre olympique, catégorie 86 kg.

## Biographie
Membre du Sporting-Club des Lutteurs de Martigny, Grégory Martinetti est le fils d’Étienne Martinetti (décédé en 2002) et le neveu de Jimmy Martinetti et de Raphaël Martinetti qui sont les trois frères à l’origine de la dynastie des lutteurs Martinetti, l’une des grandes familles sportives suisses. Ses quatre cousins, David Martinetti (fils de Raphaël), William, Lionel et Laurent Martinetti tous trois fils de Jimmy) sont également lutteurs.
Membre du cadre national dès l’âge de 15 ans, il a participé à plus de 400 compétitions internationales, des Cadets jusqu’aux Élites, dont une vingtaine de Championnats d’Europe et du Monde. Il est le plus jeune lutteur suisse médaillé au championnat d'Europe (3e place à Izmir en 1988).
En l’an 2000, il se distingue en terminant au 7e rang du classement mondial, lors de la 2e phase de sélection des Jeux olympiques de Sydney (tournois de Minsk, Leipzig, Tokyo, Mexico et Alexandrie). Il accède ainsi durant 2 ans au top 15 mondial et est sélectionné pour les Jeux olympiques de Sydney.
En outre, il a disputé toutes les phases de sélections olympiques depuis les Jeux olympiques d'Atlanta 1996 jusqu'aux Jeux olympiques de Pékin 2008.
Il a également été à plusieurs reprises champion suisse Junior et Élite dans les deux styles olympiques (lutte libre et lutte gréco-romaine) pour un total de 5 titres et de 24 médailles, 3e aux Championnats d’Europe et deux fois 5e aux Universiades d’été.
Il a obtenu 18 podiums en tournois internationaux de catégories A et B de Coupe du Monde, une trentaine de podiums internationaux et a été champion Suisse par équipes avec son club de Martigny en 1992 et en 1997 et champion de France par équipes avec le club de Besançon en 2005.
Il possède également un palmarès en lutte suisse, avec plusieurs titres et couronnes obtenus entre 1982 et 1994, en juniors et en élites. La lutte suisse ne comprenant pas de catégories de poids, il cesse ensuite cette activité en compétition (mais pas en entraînement), s'estimant trop léger.
En 2007, il est élu membre de la Commission des Athlètes (SOAC) du Comité national olympique suisse (Swiss Olympic). Il devient ensuite également le représentant des athlètes au sein de la Commission du Sport d'Élite. 
En 2016, il est nommé à l'Académie Olympique (Swiss Olympic Academy), laquelle joue notamment le rôle d'institution de surveillance.
Grégory Martinetti est avocat indépendant. Il est également juge de la commune de Martigny en Valais, Suisse. 
Le 20 juin 2010, dans le cadre de la préparation pour les Championnats du Monde 2010, en septembre à Moscou, il se classe au 2e rang du tournoi international de Manchester en catégorie 84 kg, obtenant 4 victoires en tour préliminaire et en 1/2 finale, avant de s'incliner en finale contre le Russe Salman Maltsaev. En juillet 2010, il termine à la 5e place du tournoi FILA A Ranking de Coupe du Monde (GB Cup à Sheffield) en 84 kg, ce qui le replace à nouveau dans la hiérarchie de cette catégorie sur la scène internationale. En septembre 2010, n'ayant pas pris part aux championnats d'Europe en avril, il ne peut pas participer en 84 kg aux championnats du Monde de Moscou, en raison de quotas de places par pays pour chaque catégorie. Il participe au championnat par équipes avec son club de Martigny et à différents tournois internationaux de fin de saison 2010.
Il décide de disputer en 84 kg la saison 2011 et gagne le tournoi international "Finlandia Freestyle Cup", le 9 janvier 2011 à Helsinki. Malheureusement, la suite de sa saison est compromise, en raison d'une blessure à la nuque qui le prive de compétitions pendant plusieurs mois. Il peut reprendre l'entraînement intensif à la fin de l'automne afin de préparer la saison 2012.
Le 28 janvier 2012, cet entraînement est couronné par un retour en compétition, dans l'élite nationale puisqu'il décroche la 3e place, avec 5 combats dans la même journée, au championnat suisse de lutte libre en catégorie 96 kg, soit une catégorie au-dessus de la sienne. Il confiera par la suite que cette médaille de bronze à ce niveau, à 39 ans, est émotionnellement l'une des plus belles. La saison internationale 2012 est ainsi lancée et, le 26 février 2012, il remporte le tournoi international de Nottingham, dans le cadre d'une série de compétitions sur invitation, organisées par British Wrestling (fédération nationale de lutte olympique) en vue des Jeux Olympiques de Londres 2012. Le 29 avril 2012, il obtient la médaille d'argent à l'Open d'Irlande à Belfast. 
Il se concentre ensuite sur la préparation du championnat par équipes et les compétitions internationales de 2e partie de saison. Lors du championnat suisse par équipes 2012 avec son club de Martigny, il remporte tous ses combats, devenant ainsi le lutteur suisse le plus âgé à terminer une saison par équipes invaincu. Le 25 novembre 2012, il décroche la médaille de bronze, en catégorie 96 kilos, au tournoi international, Grand Prix FILA Henri Deglane, à Nice et devient ainsi l'un des rares lutteurs au monde à obtenir un podium en tournoi ranking à 40 ans.
Le 3 février 2013, il renoue avec le podium national également en lutte gréco-romaine en prenant la 3e place du championnat suisse en 96 kilos. Une blessure à la clavicule l'éloigne ensuite des tapis de lutte durant quelques semaines. Rétabli, il remporte l'Irish Open de Belfast, le 28 avril 2013, puis se retire des compétitions durant 4 mois, tout en poursuivant sa préparation pour décrocher la 1re place au tournoi international Open de Glasgow, le 22 septembre 2013.
Il réussit ensuite une belle saison par équipes durant l'automne 2013 avec le club de Martigny et, le 21 décembre 2013, remporte encore une compétition internationale open sur invitation organisée par le club des Barbarians Knockagh Raiders de Belfast, recevant des mains du fondateur de la fédération irlandaise de lutte M. Dave Finlay Sr, père du célèbre catcheur de la WWE Dave Finlay jr, le titre de "King of the Mat" décerné à cette occasion.
Le 22 février 2014 lors du championnat national en lutte libre, il tente le pari de la catégorie reine des lourds (125 kilos), alors qu'il fait le poids de la catégorie inférieure et décroche la médaille d'argent.
Le 30 mars 2014, il remporte à nouveau le tournoi international de Nottingham, tout comme en 2009 et en 2012. 
Le 7 décembre 2014, il gagne l'Open de Malte à Naxxar. 
Après une saison 2015 sans compétition, il revient en 2016, lutte pour le championnat national par équipes avec son club de Martigny (2ème rang pour le club) et, sur le plan individuel et international, gagne l'Irish Open de Dublin le 15 octobre 2016. 

## Palmarès sportif
- 5 titres de Champion suisse Élites (17 ans et plus) et Juniors dans les deux styles olympiques (lutte libre et gréco-romaine), 19 fois médaillé
- Champion de France Élites par équipes avec le club de Besançon en 2005
- Deux fois Champion suisse Élites par équipes avec le Sporting Club de Martigny (1992, 1997); 25 saisons par équipes entre 1986 et 2016, dont 14 en LNA et 20 avec le Sporting Club de Martigny
- 3e aux Championnats d'Europe Juniors (1988), 8e aux Championnats du Monde Juniors (1987)
- 5e aux Championnats du Monde Universitaires (Ankara 1998), 7e à Tokyo (2000)
- 7e place du Classement Mondial Elites, saisons 1999-2000, catégorie 85 kg, par 5 places dans le TOP 5 en compétitions internationales Elites, Coupe du Monde A
- TOP 15 mondial, catégorie 85 kg, saisons 1999-2000
- Sélectionné olympique pour les Jeux olympiques de Sydney 2000, par le Classement Mondial
- 18 titres et podiums en compétitions internationales Élites de Coupe du Monde A et B et une trentaine de titres et podiums en compétitions internationales
- Également titré et couronné à plusieurs reprises en lutte traditionnelle (lutte suisse), en juniors et en élites, entre 1982 et 1994, activité disputée en parallèle et en complément de la lutte olympique (lutte libre et lutte gréco-romaine)

## Records personnels
- À l’âge de 15 ans, il devint le plus jeune médaillé suisse dans un championnat d’Europe de lutte.
- L'un de ses matchs aux Jeux Olympiques de Sydney a fait l'objet, avec d'autres épreuves olympiques, d'une campagne pour la promotion mondiale du sport de l'Organisation des Nations unies (ONU).
- En raison d'une extrême précision dans sa préparation, il est connu pour être en forme au bon moment, ayant notamment obtenu le titre national, dans sa catégorie de poids et dans son style, lors de chaque année olympique, soit 2000, 2004 et 2008 et ayant réalisé ses meilleurs résultats internationaux ces mêmes années.
- Il a disputé toutes les phases finales de sélections olympiques depuis les Jeux Olympiques d’Atlanta 1996, soit 4 phases finales, record national de phases finales, à égalité avec son oncle Jimmy Martinetti (Mexico 1968, Munich 1972, Montréal 1976 et Moscou 1980), Jimmy Martinetti ayant disputé 3 Jeux olympiques (tous les précités sauf Montréal 1976 pour des raisons d'organisation) et Grégory Martinetti les Jeux Olympiques de Sydney 2000.
- Il a disputé les sélections olympiques dans 4 catégories de poids différentes, JO d'Atlanta 1996 en 82 kg, JO de Sydney 2000 en 85 kg (à présent 84 kg), JO d’Athènes 2004 en 74 kg et JO de Pékin 2008 en 96 kg.
- Il a été à la fois champion de France et champion Suisse par équipes (avec Besançon en 2005 et avec Martigny en 1992 et en 1997) et a disputé 24 saisons de championnat par équipes de clubs entre 1986 (à l'âge de 14 ans en catégorie 48 kg) et 2011, dont 19 saisons avec Martigny, 2 avec Besançon, 2 avec Schmitten-Fribourg et une avec Domdidier-Fribourg ; 14 saisons en LNA, 5 en LNB et 5 en Ligue régionale.
- Fait rare, il a repris deux fois le titre national. Blessé en fin de saison 2000 et à l’arrêt durant un an et demi, il a repris son titre national en lutte libre et fera de même en 2007, après un nouvel arrêt d’un an et demi en raison d’examens professionnels.
- Bien que spécialisé en lutte libre, il obtint une médaille de bronze au championnat d'Europe de lutte gréco-romaine et est devenu, par ailleurs, champion national Elite également en lutte gréco-romaine.
- Il est le seul lutteur au monde à avoir réussi, dans un même match, deux techniques de lutte à 3 points (mise en danger depuis debout) contre le champion olympique américain Caël Sanderson (1/2 finale des Universiades 2000 à Tokyo, défaite 15-8).
- Lors des sélections pour les Jeux Olympiques de Sydney, il a notamment battu le vice-champion du Monde bulgare Miroslav Gotchev sur le score de 6-1 et le champion d'Afrique Vincent Akka (5-3), triple sélectionné olympique.
- En finale du Grand Prix d'Italie 1997, il s'est incliné 11-7 contre le champion du Monde cubain Yoël Romero, en réussissant  2 techniques à 3 points, Roméro n'ayant concédé qu'une seule autre fois 2 techniques à 3 points et plus de 3 points en tout, au cours d'un même combat, en finale des Jeux olympiques de Sydney contre le champion russe Adam Satiev qui l'a battu par tombé.
- Lors du championnat suisse par équipes 2012 avec son club de Martigny, il a remporté tous ses combats, devenant ainsi le lutteur suisse le plus âgé à terminer une saison par équipes invaincu.
- Le 25 novembre 2012, il a décroché la médaille de bronze, en catégorie 96 kilos, au tournoi international, Grand Prix FILA Henri Deglane, à Nice, devenant ainsi l'un des rares lutteurs au monde à obtenir un podium en tournoi ranking à 40 ans.

## Style atypique et anecdotes
- Spécialisé dans les prises de contre-attaques, ses matchs font souvent l’objet d'analyses lors des passages de grades pour les arbitres internationaux.
- Il est ambidextre dans les techniques de combat.
- Son style de combat est totalement imprévisible, alternant des phases lentes, des contre-attaques inattendues et des renversements de situations.
- Il a gagné plus d'une trentaine de combats au niveau national et international en marquant les points décisifs dans les dernières secondes de match.
- Il intervient régulièrement, à titre sportif et professionnel, lors de séminaires ou conférences.
- C'est un sportif polyvalent qui a pratiqué et qui pratique de nombreux autres sports, dont le football durant huit ans.
- Il gère une équipe de sportifs romands qui dispute des matchs de football de gala notamment contre la Télévision suisse romande, le Comité international olympique ou l’UEFA.
- Il a été entraîneur de son club de Martigny durant deux ans.
- Le surnom de Gregmiousse lui a été affectueusement donné par sa grande sœur.
- Il collabore avec différents journaux pour écrire des articles sur le sport en général, la littérature et le cinéma sportif et les courants du cinéma contemporain.
- Il est connu de la communauté sportive pour sa vision du sport d'élite et du sport en général « lequel demeure un puissant facteur de sociabilisation, d'épanouissement et de prévention. Ainsi et contrairement à certaines croyances relayées à tort, le dopage n'est pas un phénomène "réservé" au sport, mais bien un phénomène de société. Il est par conséquent faux de stigmatiser uniquement le sport, lequel reflète en partie et justement les mouvances de cette société (intervention d'avril 2009, conférence pour l'association IMBEWU et la FIFA) ».

## Records de la famille Martinetti, anecdotes et hommage
- La famille Martinetti possède 7 sélections olympiques (Jimmy : Mexico 1968, Munich 1972, Montréal 1976 et Moscou 1980 (record national) Étienne : Munich 1972, David : Barcelone 1992, Grégory : Sydney 2000). Aux Jeux olympiques de Munich en 1972, les trois frères étaient présents, Jimmy et Etienne comme lutteurs et Raphaël comme arbitre.
- Après leurs carrières, les trois frères devinrent entraîneurs ou arbitres, puis dirigeants. Jimmy a été entraîneur national et Etienne arbitre (4 sélections olympiques : Séoul 1988, Barcelone 1992, Atlanta 1996 et Sydney 2000), Raphaël d'abord arbitre depuis Munich 1972, puis membre du bureau directeur de la Fédération internationale des luttes associées (FILA), vice-président, puis président élu en 2002 (la FILA a été créée en 1912 et compte environ 160 pays affiliés)
- La famille possède 58 titres de champion suisse en catégorie Elite : Jimmy 30, David 12, Étienne 12 et Grégory 4. Tous ont été champions nationaux dans les deux styles olympiques (lutte libre et lutte gréco-romaine).
- Avec 30 titres nationaux en lutte libre et en lutte gréco-romaine, Jimmy Martinetti est détenteur du record national absolu et possède en outre le plus beau palmarès national et international de la lutte olympique en Suisse. En l'an 2000, il est arrivé au deuxième rang du "Sportif romand du XXe siècle".
- Les trois frères Etienne, Jimmy et Raphaël sont également couronnés fédéraux en lutte suisse (ou lutte folklorique, lutte au caleçon, lutte dans la sciure), ce qui constitue également un record ; Grégory et Lionel sont couronnés cantonaux à plusieurs reprises.
- Étienne Martinetti a le record absolu de couronnes en lutte suisse, lutte gymnique et lutte aux Jeux Nationaux (total de 219 !).
- Étienne Martinetti a été le lutteur suisse à faire la plus longue carrière. Il obtint son dernier titre de champion national à l'âge de 41 ans. Il a également été champion du Monde des Vétérans en 1992 à Cali en Colombie.
- La famille Martinetti possède l'entreprise Martinetti frères SA, spécialisée dans la location de structures mobiles montées pour des manifestations (les fameuses cantines) et la serrurerie. Actuellement, David et William Martinetti en sont les dirigeants.
- La famille Martinetti est affectueusement surnommée « La bande à Zozo » en raison du prénom Joseph, père des trois frères. Cette inscription figure d'ailleurs toujours sur le portail de l'entreprise familiale. Sur la façade de la maison familiale, situé rue du Bourg 30 à Martigny, figure l'inscription « Nous Trois ».
- Sportif très aimé, Jimmy Martinetti a fait l'objet d'une tendre parodie lors d'une revue satirique. Il y campait un personnage haut en couleur du terroir valaisan, avide d'égalité hommes-femmes et désirant monter une équipe de lutte composée exclusivement de filles. Les filles y subissaient un entraînement spartiate et, en fin de compte, battaient les garçons.
- Étienne Martinetti est décédé en 2002. En épitaphe figurent un globe terrestre symbolisant son amour des voyages, des gens et des cultures du monde et une citation de Mathurin Régnier (1573-1613) :

J’ai vécu sans nul tourment,
me laissant aller doucement
à la bonne loi naturelle,
et je m’étonne fort pourquoi
la mort daigna penser à moi,
qui n’ai daigné penser à elle.